# Dicyphus rhododendri
Dicyphus rhododendri är en insektsart som beskrevs av Dolling 1972. Dicyphus rhododendri ingår i släktet Dicyphus och familjen ängsskinnbaggar. Inga underarter finns listade i Catalogue of Life.